# Caloptilia octopunctata
Caloptilia octopunctata is een vlinder uit de familie mineermotten (Gracillariidae). De wetenschappelijke naam van deze soort is voor het eerst geldig gepubliceerd in 1894 door Turner.
De soort komt voor in tropisch Afrika.